# Nāḩiyat Sulūk
Nāḩiyat Sulūk (arabiska: ناحية سلوك) är ett subdistrikt i Syrien.   Det ligger i provinsen ar-Raqqah, i den nordöstra delen av landet, 400 km nordost om huvudstaden Damaskus.
Trakten runt Nāḩiyat Sulūk är ofruktbar med lite eller ingen växtlighet. Runt Nāḩiyat Sulūk är det ganska tätbefolkat, med 83 invånare per kvadratkilometer.